# Образование в Актобе
Город Актобе является важным образовательным и научным центром Западного Казахстана. В городе действуют множество как государственных, так и негосударственных учебных заведений.
Обеспечение доступа к начальному, основному и общему среднему образованию, реализацию программ по развитию образования в городе осуществляет Отдел образования города Актобе (каз. Ақтөбе қаласының білім басқармасы).

## Уровень образования
Согласно данным национальной переписи 2009 года, 80 115 человек (20,5 %; средний показатель по Актюбинской области — 14,8 %) из 391 669 жителей городской администрации Актобе имели высшее образование. Незаконченное высшее, среднее специальное и начальное профессиональное образование имели 15 383 (3,9 %; по области — 2,7 %), 106 138 (27,1 %; по области — 22,7 %) и 6426 (1,6 %; по области — 1,9 %) человек соответственно. Число тех, кто ограничился начальным, основным средним и общим средним образованием составило 27 870 (7,1 %; по области — 9 %), 31 533 (8,1 %; по области — 10,8 %) и 64 439 (16,1 %; по области — 21,1 %) человек соответственно.

## Школьное образование

Школа № 16 в Актобе

По состоянию на 2013 год в городе функционируют 82 дневные общеобразовательные школы, где обучаются 55 158 учеников. Большинство школьников обучаются в две смены. Проблема трёхсменных школ, число которых возросло в 2010—2012 годах, в 2014 году была решена на 95 %. Оснащённость школ современными предметными кабинетами, способствующими повышению эффективности учебных занятий, находится на неудовлетворительном уровне. Наблюдается инертное отношение отделов образования города по созданию надлежащих материально-технических условий для физического доступа и обучения детей с ограниченными возможностями развития в массовых организациях образования.
Несмотря на то, что по закону Республики Казахстан «Об образовании» государство должно обеспечивать учащихся учебниками, их не хватает на всех учеников. Бесплатные учебники в первую очередь выделяются для детей из многодетных, малоимущих семей и сирот, число которых составляет около 3—3,5 тыс. детей. Также имеются проблемы с переполненностью классов: в некоторых из них обучаются 35 детей при норме в 25 учеников.
Город Актобе занимает стабильное первое место в Актюбинской области по среднему баллу по итогам Единого национального тестирования выпускников общеобразовательных школ. В 2013 году в среднем школьники областного центра получили на 7,6 баллов больше учеников районных школ (84,3 против 76,7). На 2,1 %, по сравнению с 2012 годом, выросла доля выпускников, набравших больше 100 баллов (485 выпускников, 23,2 % от общего числа). Пороговый уровень не смогли преодолеть 14,5 % выпускников (304 человек, ▲ 2,7 %). В 2013 году 56 из 116 претендентов на получение аттестата «Алтын белги» подтвердили свой уровень образования (▲ 0,4 %).
| Число дневных общеобразовательных школ | Число дневных общеобразовательных школ | Число дневных общеобразовательных школ | Число дневных общеобразовательных школ | Число дневных общеобразовательных школ |
| 2009                                   | 2010                                   | 2011                                   | 2012                                   | 2013                                   |
| -------------------------------------- | -------------------------------------- | -------------------------------------- | -------------------------------------- | -------------------------------------- |
| 80                                     | ↘77                                    | →77                                    | ↗78                                    | ↗82                                    |

| Число учащихся в общеобразовательных школах | Число учащихся в общеобразовательных школах | Число учащихся в общеобразовательных школах | Число учащихся в общеобразовательных школах | Число учащихся в общеобразовательных школах |
| 2009                                        | 2010                                        | 2011                                        | 2012                                        | 2013                                        |
| ------------------------------------------- | ------------------------------------------- | ------------------------------------------- | ------------------------------------------- | ------------------------------------------- |
| 49 893                                      | ↗50 269                                     | ↗50 868                                     | ↗52 029                                     | ↗55 158                                     |

## Дошкольное образование
Число дошкольных организаций в 2013 году достигло 88, их посещают 18 112 детей (43 и 11 775 соответственно в 2009). В 2014 году в городе было зарегистрировано 63 тыс. детей до 7 лет, а в очереди на детские сады стояло около 24 тыс. детей. Проблемы дошкольного образования в основном связаны с тем, что количества мест в детских садах не хватает на всех желающих. Минимальное число учащихся в группах достигает 40 детей, иногда в них набираются больше 60 детей. Несколько зданий бывших детсадов находятся во владении других государственных учреждений, их планируется возвращать обратно. Плата за посещение государственных детских садов в среднем составляет около 8 тыс. тенге в месяц, в частных детсадах эта сумма достигает 25—30 тыс. тенге.
| Число постоянных дошкольных организаций | Число постоянных дошкольных организаций | Число постоянных дошкольных организаций | Число постоянных дошкольных организаций | Число постоянных дошкольных организаций |
| 2009                                    | 2010                                    | 2011                                    | 2012                                    | 2013                                    |
| --------------------------------------- | --------------------------------------- | --------------------------------------- | --------------------------------------- | --------------------------------------- |
| 46                                      | ↗49                                     | ↗73                                     | ↗80                                     | ↗88                                     |

| Число воспитывающихся в дошкольных организациях | Число воспитывающихся в дошкольных организациях | Число воспитывающихся в дошкольных организациях | Число воспитывающихся в дошкольных организациях | Число воспитывающихся в дошкольных организациях |
| 2009                                            | 2010                                            | 2011                                            | 2012                                            | 2013                                            |
| ----------------------------------------------- | ----------------------------------------------- | ----------------------------------------------- | ----------------------------------------------- | ----------------------------------------------- |
| 11 736                                          | ↗12 325                                         | ↗13 692                                         | ↗17 298                                         | ↗18 112                                         |

## Высшее и профессионально-техническое образование
В городе имеются шесть высших учебных заведений и 28 профессионально-технических учебных заведений. В 2009 году в них обучались 20 470 и 18 060 человек соответственно.
Актюбинский региональный государственный университет имени К. Жубанова (АРГУ) был образован на базе Актюбинского педагогического института, основанного в 1958 году. Западно-Казахстанский государственный медицинский университет имени Марата Оспанова (ЗКГМУ) был открыт в 1997 году на базе Актюбинского государственного медицинского института и готовит кадры не только для Актюбинского региона, но и для Западно-Казахстанской, Кызылординской и Костанайской областей Казахстана. Также в городе расположены филиалы Алматинской академии экономики и статистики и Европейского университета.
4 июня 1996 года постановлением Правительства Республики Казахстан № 688 Актюбинское высшее лётное училище гражданской авиации было преобразовано в Актюбинское высшее военное авиационное училище имени дважды Героя Советского Союза Т. Я. Бегельдинова. 10 июля 2003 года № 684 авиационное училище было переименовано в Военный институт Сил воздушной обороны имени Т. Я. Бегельдинова. Институт готовит офицерские кадры для авиации Вооруженных Сил Казахстана в соответствии с требованиями квалификационных характеристик и выполняет научные исследования.